# بوریسلاو دامیانوف
بوریسلاو دامیانوف (بلغاری: Борислав Дамянов؛ زادهٔ ۱۱ آوریل ۱۹۹۸) بازیکن فوتبال اهل بلغارستان است.